# Drummond (Idaho)
Drummond – miasto w Stanach Zjednoczonych, w stanie Idaho, w hrabstwie Fremont. Druga wśród najmniejszych miejscowości (15 osób w 2023 r.) całego stanu Idaho.